# Farbownik polny
Farbownik polny, krzywoszyj polny (Anchusa arvensis L.) – gatunek rośliny z rodziny ogórecznikowatych. Występuje w całej niemal Europie. We florze Polski jest archeofitem dość pospolicie występującym na całym niżu.

## Morfologia

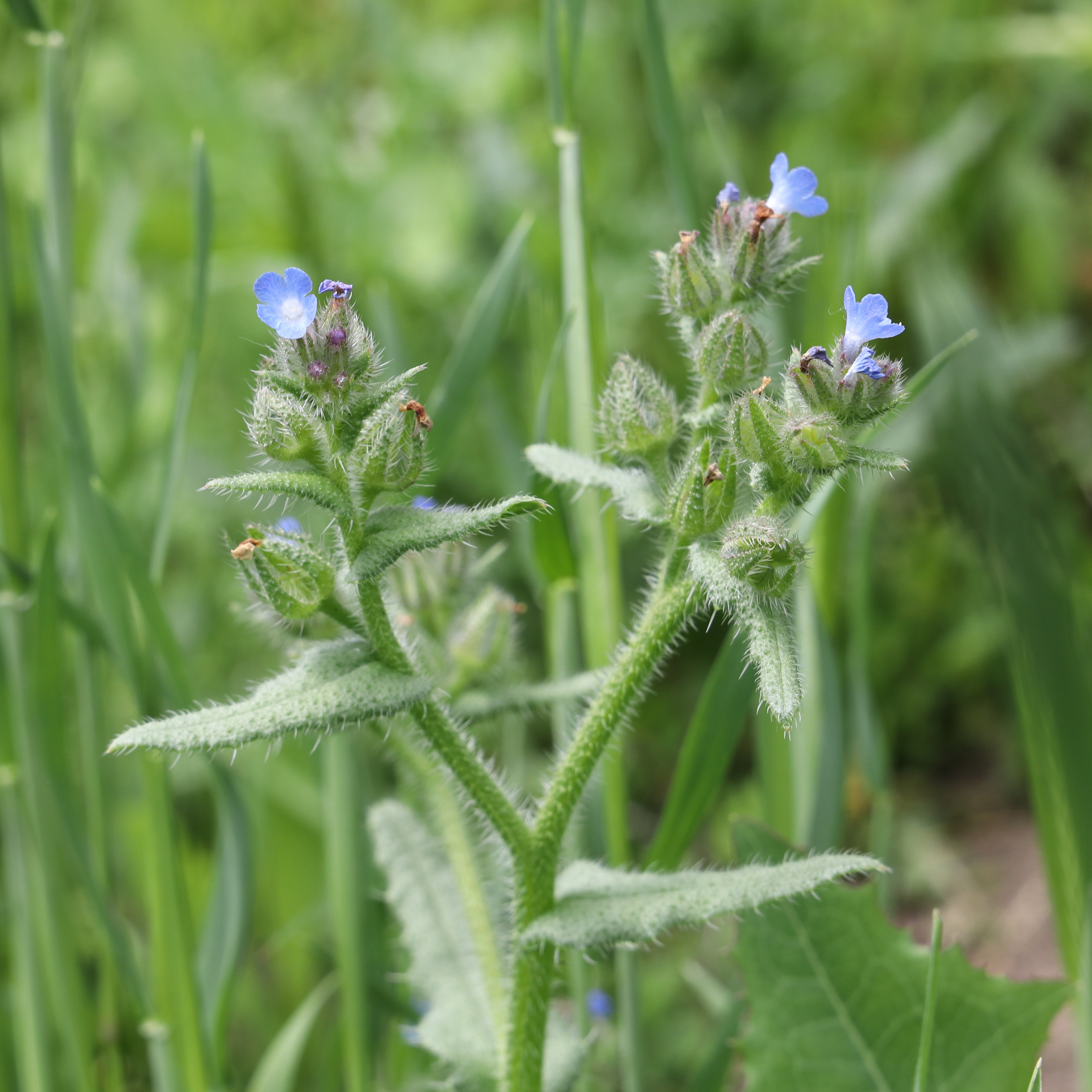
Pokrój

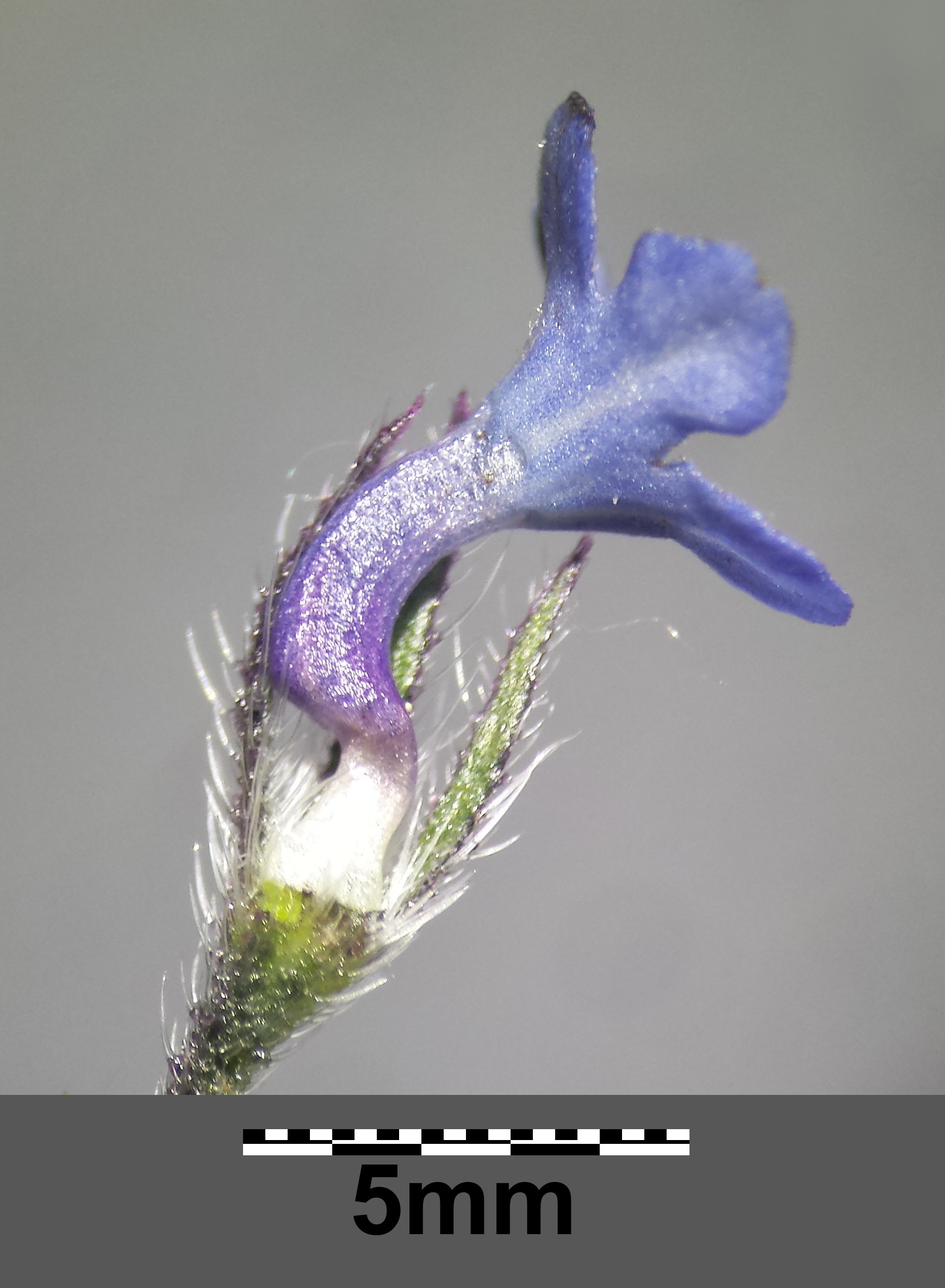
Kwiat z boku (po usunięciu jednej z działek)

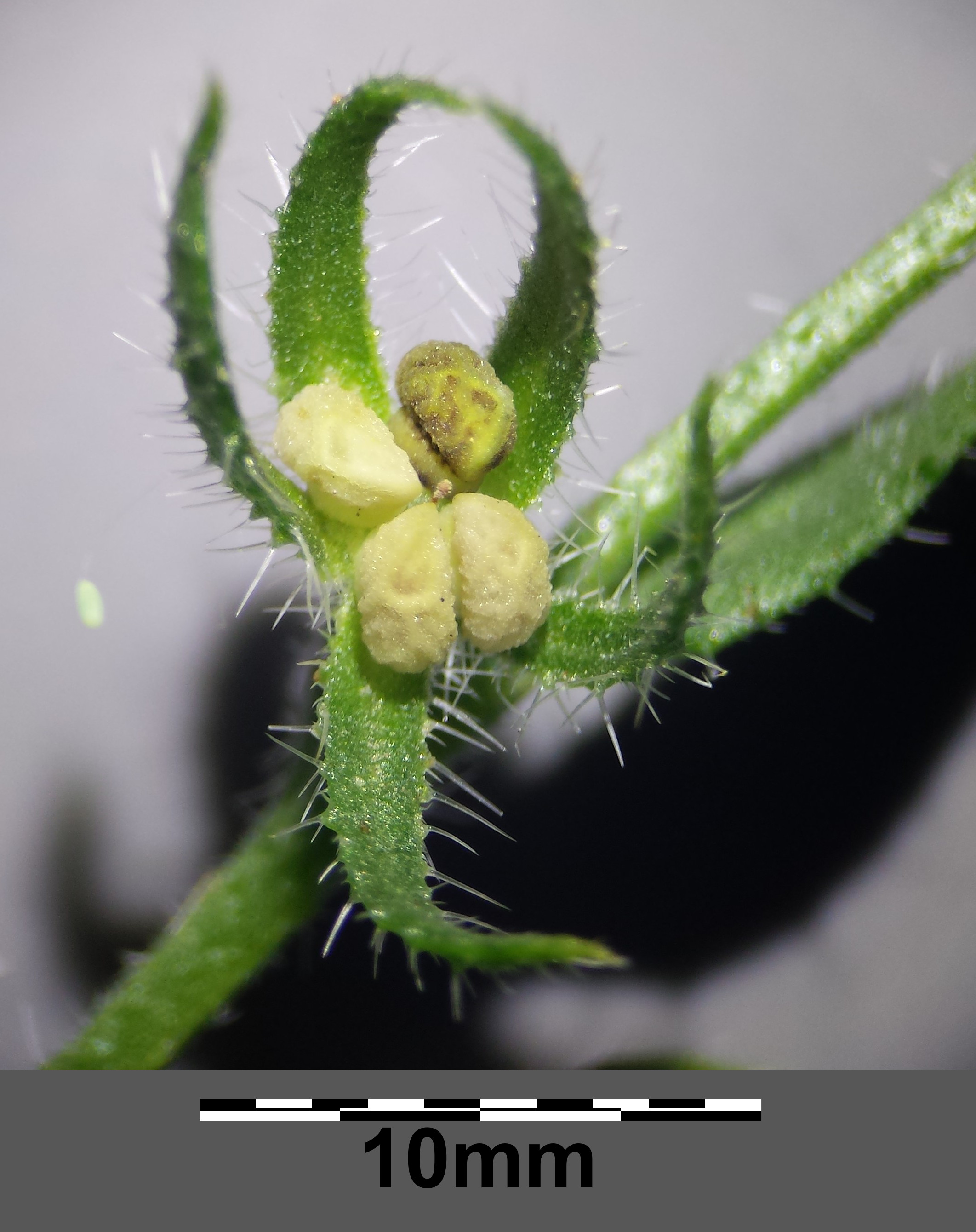
Owoc

PokrójCała roślina pokryta sztywnymi, kłującymi włoskami.
ŁodygaWzniesiona lub podnosząca się, słabo rozgałęziająca się, kanciasta. Wysokość 15–45 cm.
LiścieUlistnienie skrętoległe. Liście lancetowate, siedzące. Najniżej położone liście posiadają krótkie ogonki. Brzegi faliste i powyginane z kłującymi włoskami.
KwiatyKwiaty o niebiesko fioletowym zabarwieniu, u spodu białofioletowe, na krótkich szypułkach. Osadzone w pachwinach zielonych przysadek, które są dłuższe od kielichów. Kielich podzielony do połowy, słabo grzbiecista korona o zgiętej, białej rurce. Wewnątrz korony owłosione lub orzęsione osklepki.
OwocRozłupnia o wymiarach: długość 3,5 mm, szerokość 2,5 mm, w kształcie pantofelka, z jednej strony ostro zakończona, z przeciwnej lekko wypukła, na szczycie z żeberkowanym ornamentem. Barwa szarobrunatna.

## Biologia i ekologia
Roślina jednoroczna lub zimująca, hemikryptofit. Siedlisko: przydroża, pola uprawne (chwast). Roślina preferuje gleby lekkie, piaszczyste, średnio wilgotne, o odczynie kwaśnym. Roślina ciepłolubna. W klasyfikacji zbiorowisk roślinnych gatunek charakterystyczny dla Cl. Stellarietea mediae i gatunek wyróżniający dla Ass. Veronico-Fumarietum (regionalnie). Kwitnie od maja do września, kwiaty równoczesne, zapylane przez błonkówki. Roślina jest gospodarzem przejściowym rdzy brunatnej żyta (na liściach występują zarodniki wiosenne zakażające żyto)